# دوره آزمایشی (محیط کار)
در فرهنگ کار، دوره آزمایشی به بازی زمانی‌ای گفته می‌شود که کارفرما، نیروی کاری تازه‌وارد را به کار می‌گمارد و عملکرد وی را از جهات مختلف مورد ارزیابی قرار می‌دهد تا در صورت احراز کردن استانداردهای آن مجموعه سازمانی یا تجاری، شرایط استخدام قطعی وی را فراهم آورد. برخی از شاخص‌هایی که در این دوره مورد سنجش قرار می‌گیرند، عبارتند از میزان پذیرش آداب معاشرت محل کار، پیشرفت در یادگاری، انطباق با همکاران و محیط کاری، صداقت و قابل اعتمادبودن. مدت این دوره، غالباً یک ماه یا ماه می‌باشد ولی برای برخی مشاغل حساس، گاه تا چندسال هم به درازا می‌انجامد و بعد از موفقیت و مرحله تغییر وضعیت، از برخی مزایای شغلی که تاکنون بی‌بهره بوده، برخوردار می‌شود.